# Åsele (gemeente)
Åsele is een Zweedse gemeente in het landschap Lapland. De gemeente behoort tot de provincie Västerbottens län. Ze heeft een totale oppervlakte van 4574,1 km² en telde 3375 inwoners in 2004.

## Plaatsen
- Åsele (plaats)
- Fredrika

Bjurholm ·
Dorotea ·
Lycksele ·
Malå ·
Nordmaling ·
Norsjö ·
Robertsfors ·
Skellefteå ·
Sorsele ·
Storuman ·
Umeå ·
Vilhelmina ·
Vindeln ·
Vännäs ·
Åsele